# 国際連合環境計画
国際連合環境計画（こくさいれんごうかんきょうけいかく、英語: United Nations Environment Programme、略称:UNEP (ゆねっぷ)）は、国際連合総会の補助機関である。

## 概要
国際連合環境計画は、国際連合の機関として環境に関する諸活動の総合的な調整を行なうとともに、新たな問題に対しての国際的協力を推進することを目的としている。また、多くの国際環境条約の交渉を主催し、成立させてきた。モントリオール議定書の事務局も務めており、ワシントン条約、ボン条約、バーゼル条約、生物多様性条約などの条約の管理も行っている。
天然資源部、持続可能な生産と消費部、グローバリゼーション部などの5セクションに分かれ、本部はケニアのナイロビに置かれている。開発途上国（第三世界）に本部を置いた最初の国連機関である。下部組織として、世界自然保全モニタリングセンターが置かれている。
初代事務局長は地球サミットでも有名なモーリス・ストロング。2023年時点の事務局長は、2019年2月に就任したインガー・アンダーセンである
。

## 経緯
1972年、ストックホルムで開催された国際連合人間環境会議にて、「人間環境宣言」、および、「環境国際行動計画」が採択された。国際連合環境計画は、これらの採択結果を実施に移すための機関として設立された。

## 組織
- 本部

ナイロビ
- 地域事務所

アジア太平洋地域事務所 バンコク
西アジア地域事務所 バーレーン
ラテンアメリカ・カリブ地域事務所 パナマ
ヨーロッパ地域事務所 ジュネーヴ
アフリカ地域事務所 ナイロビ
北アメリカ地域事務所 ワシントンD.C.

## 管理する条約
- 移動性野生動物種の保全に関する条約
- モントリオール議定書
- 生物の多様性に関する条約
- 絶滅のおそれのある野生動植物の種の国際取引に関する条約
- バーゼル条約
- 水銀に関する水俣条約

## 関連人物
- 西本伴子（地域協力局長）
- 石弘之（上級顧問）
- 末吉竹二郎（金融イニシアチブ特別顧問）
- 秋村功（支援措置部長）
- 住本博（上級審議役）
- 寺西睦（広報部外部顧問）